# L'Hort del Pi

L'Hort del Pi, respecte del terme de Granera

L'Hort del Pi és un indret del terme municipal de Granera, a la comarca del Moianès.
Està situat en el sector sud-oriental del terme, a la dreta tant del torrent de la Riera com del torrent de Tantinyà. És en el vessant de ponent de la Carena de Serraltes. Es troba al nord de la Baga de Tantinyà i al nord-est de la masia de Tantinyà. Del seu extrem nord-est arrenca cap al nord-oest el torrent de l'Hort del Pi, afluent per la dreta del torrent de la Riera.